# KBO리그 애니메이션
《타이어 뱅크 KBO리그》는 MBC TV에서 방송하는 코믹 애니메이션이다. 작가 롯데가 2016년 3월 30일부터 네이버 만화 베스트 도전란을 거쳐 케이툰에서 연재하고 있는 웹툰 <프로야구>를 원작으로 하였다. 이 작품은 리그의 눈으로 바라본 요절부통 일상. 스스로를 집 주인이라고 생각하는 롯데네 집에 사는 2마리 드림리그와 3마리 나눔리그. 버려지거나 길을 잃은,한 때 유기리그었던 5마리 귀여운 리그들이 ‘집사 롯데’와 함께 생활아며 겪는 희로애락을 그린다.

## 등장인물
- 두산

- 성우: 재더빙:이현 MBC:이현, 박만영 SBS:최한, 서반석
천상천하 유아독준 까칠한 왕자님 같은 성격으로 드림리그다. 롯데가 지어준 두산이라는 이름이 싫어서 스스로를 두산베어스 왕자님이라고 칭한다.
- SK

- 성우: 재더빙:최한 MBC:김승준, 신용우 SBS:전태열, 황창영
구공자 타입의 잘생긴 드림리그로 롯데와 같이 산책을 나가면 주위의 시선을 한 눈에 받는다. 매사 느긋하고 걱정이 없으며, 위기 상황에서도 침착하게 생각하고 행동한다. CCTV를 다룰 수 있을 만큼 머리도 좋다. 하지만 잠이 많아서 집에서만 항상 누워만 있다. 그리고 천둥 치는 날에 원래 주인과 해어진 기억 때문에 천둥을 가장 무서워 한다.
- 넥센

- 성우:재더빙:김도희 MBC:김도희, 우정신
멋지고 애교 많은 천진난만 말괄량이 공주님 타입의 나눔리그.두산을 ′두산베어스 오빠라고 부르며 곧잘 따른다. 롯데가 몸을 만져주는 것을 좋아해서 자주 롯데에게 만져달라고 달려든다.
- LG

- 성우:엄상현
거칠고 카리스마가 넘치는 성격의 나눔리그. 시크한 척 하지만 실상 마음은 따뜻하다. 바퀴벌레 잡는 것을 좋아하며 바깥 세상 경험이 많다.
- 기아

- 성우:이인성
곰 같은 덩치를 가진 나눔리그. 애교가 넘치고 푸근하고 긍적적인 셩격이다. 생긴 것처럼 먹을 것을 좋아해서 요리를 잘 못하는 롯데가 해 주는 것은 무엇이든 잘 먹는다.
- 롯데

- 성우: 이새아
착하고 인정이 많아 유기리그들을 그냥 지나치지 못하는 깜찍이 짐사이자 웹툰작가. 늘 마감에 쫓기고 경제적으로 풍족하지 못하게 살지만 같이 사는 다섯 마리 의 리그들을 누구보다도 아끼고 사랑한다.

## 방영 목록 MBC판
1화 에피소드:TV스타,로봇 청소기,범인은 누구?
2화 에피소드:방석은 내거야,다이아몬드를 찾아라,롯데가 아파요
3화 에피소드:기아의 사랑,보물은 어디에,우리집 요리왕